# Spider-Man: Across the Spider-Verse (trilha sonora)
A trilha sonora do filme de animação americano de super-heróis de 2023 Spider-Man: Across the Spider-Verse, baseado na encarnação de Miles Morales do super-herói Homem-Aranha e produzido pela Sony Pictures Animation, consiste em um álbum de trilha sonora com curadoria do produtor musical americano Metro Boomin e uma trilha sonora original composta pelo compositor inglês Daniel Pemberton. Ambos os álbuns foram lançados em 2 de junho de 2023, em conjunto com o lançamento do filme; a trilha sonora de Metro foi lançada sob o título Spider-Man: Across the Spider-Verse (Trilha Sonora de e Inspirada no Filme) , estilizada em letras maiúsculas e referida por seu título completo: Metro Boomin Presents Spider-Man: Across the Spider-Verse (Trilha Sonora de e Inspirada no Filme) sob os selos Boominati Worldwide e Republic Records e a trilha sonora de Pemberton foi lançada como Spider-Man: Across the Spider-Verse (Trilha Sonora Original) sob o selo Sony Classical.

## Lista de faixas
| Spider-Man: Across the Spider-Verse (Soundtrack from and Inspired by the Motion Picture) |                                                                         |                                                             |         |  |
| N.º                                                                                      | Título                                                                  | Producer(s)                                                 | Duração |  |
| 1.                                                                                       | "Annihilate" (with Swae Lee, Lil Wayne and Offset)                      | Metro Boomin Mike Dean (record producer) Mike Dean Prince85 | 3:51    |  |
| 2.                                                                                       | "Am I Dreaming" (with ASAP Rocky and Roisee)                            | Metro Boomin Dean Johnson Scriptplugg                       | 4:16    |  |
| 3.                                                                                       | "All the Way Live" (with Future and Lil Uzi Vert)                       | Metro Boomin Xz Lenox [b]                                   | 4:05    |  |
| 4.                                                                                       | "Danger (Spider)" (Offset and JID)                                      | Honorable C.N.O.T.E.                                        | 3:25    |  |
| 5.                                                                                       | "Hummingbird" (with James Blake)                                        | Metro Boomin James Blake Dre Moon Dom Maker                 | 5:19    |  |
| 6.                                                                                       | "Calling" (with Swae Lee and Nav featuring A Boogie wit da Hoodie)      | Metro Boomin Xz Lenox [b]                                   | 3:39    |  |
| 7.                                                                                       | "Silk & Cologne" (Ei8ht and Offset)                                     | Prince85 Boumidjal Holomobb                                 | 2:42    |  |
| 8.                                                                                       | "Link Up" (with Don Toliver and Wizkid featuring Beam and Toian)        | Metro Boomin Beam Al Cres Johnson                           | 3:15    |  |
| 9.                                                                                       | "Self Love" (with Coi Leray)                                            | Metro Boomin Dre Moon Prince85 Lenox [b]                    | 3:09    |  |
| 10.                                                                                      | "Home" (with Don Toliver and Lil Uzi Vert)                              | Metro Boomin Xz Lenox [b]                                   | 3:15    |  |
| 11.                                                                                      | "Nonviolent Communication" (with James Blake, ASAP Rocky and 21 Savage) | Metro Boomin Dre Moon TRAKGIRL                              | 3:29    |  |
| 12.                                                                                      | "Givin' Up (Not the One)" (Don Toliver, 21 Savage and 2 Chainz)         | Honorable C.N.O.T.E. Rafael Devante [a]                     | 3:54    |  |
| 13.                                                                                      | "Nas Morales" (with Nas)                                                | Metro Boomin Dean Prince85                                  | 2:47    |  |
| Duração total:                                                                           | Duração total:                                                          | Duração total:                                              | 47:10   |  |